# 3075 Борнманн
3075 Борнманн (3075 Bornmann) — астероїд головного поясу, відкритий 1 березня 1981 року.
Тіссеранів параметр щодо Юпітера — 3,580.